# Quartier Saint-Germain-des-Prés
Pour les articles homonymes, voir Saint-Germain et Saint-Germain-des-Prés.
Le quartier Saint-Germain-des-Prés est le 24e quartier administratif de Paris situé dans le 6e arrondissement. Ses habitants sont les « Germanopratins ».

## Accès
Ce site est desservi en métro par la ligne 4 (stations Odéon,  Saint-Germain-des-Prés et Saint-Sulpice) et la ligne 10 (stations Odéon et Mabillon).

## Histoire

### Époque médiévale

Les quartiers du 6e arrondissement.

Le bourg Saint-Germain s'est constitué peu à peu autour de l'abbaye Saint-Vincent, consacrée vers 558 par l'évêque de Paris, Germain et qui prend le nom d'abbaye de Saint-Germain-des-Prés à la mort de ce dernier, celle-ci étant située au Moyen Âge, comme son nom l'indique, hors les murs de la ville. Au XIIe siècle  le bourg compte alors environ 600 habitants. Bien que restant en dehors de l'enceinte édifiée par Philippe-Auguste, celui-ci déclare Saint-Germain-des-Prés quartier à part entière – l’un des premiers de Paris, avec ses limites particulières.
Son domaine s'étend en rive gauche de la Seine, sur le territoire des actuels 6e et 7e arrondissements. Jusqu'au XIIe siècle, la paroisse de ce bourg est l'église Saint-Pierre, à l'emplacement de l'actuelle cathédrale Saint-Vladimir-le-Grand. Les bâtiments en pierre ont été construits vers l’an 1000, au temps de la splendeur et du rayonnement intellectuel intense de l’abbaye qui s’agrandit sans cesse. Le nom de la rue du Four (6e arrondissement) correspond à l’ancien four de l’abbaye. Vers 1180, c'est la première église Saint-Sulpice qui devient l'église paroissiale du bourg.

### De l'âge classique à la Révolution
Ce quartier a acquis son âme grâce au pouvoir d'attraction qu’il a exercé sur les intellectuels depuis le XVIIe siècle. Ces derniers, dès lors qu’ils passaient à Saint-Germain, y ont laissé l’empreinte de leur talent, marquant toujours plus en profondeur les rues d’un sceau littéraire. Les Encyclopédistes se réunissaient au Café Landelle, rue de Buci ou au Procope qui existe toujours, de même les futurs révolutionnaires Marat, Danton, Guillotin qui habitaient le quartier. Les bâtiments du monastère ont été détruits sous la Révolution, période où ils servaient de réserve de poudre.

### Milieu duXXesiècle: le centre du monde littéraire et artistique

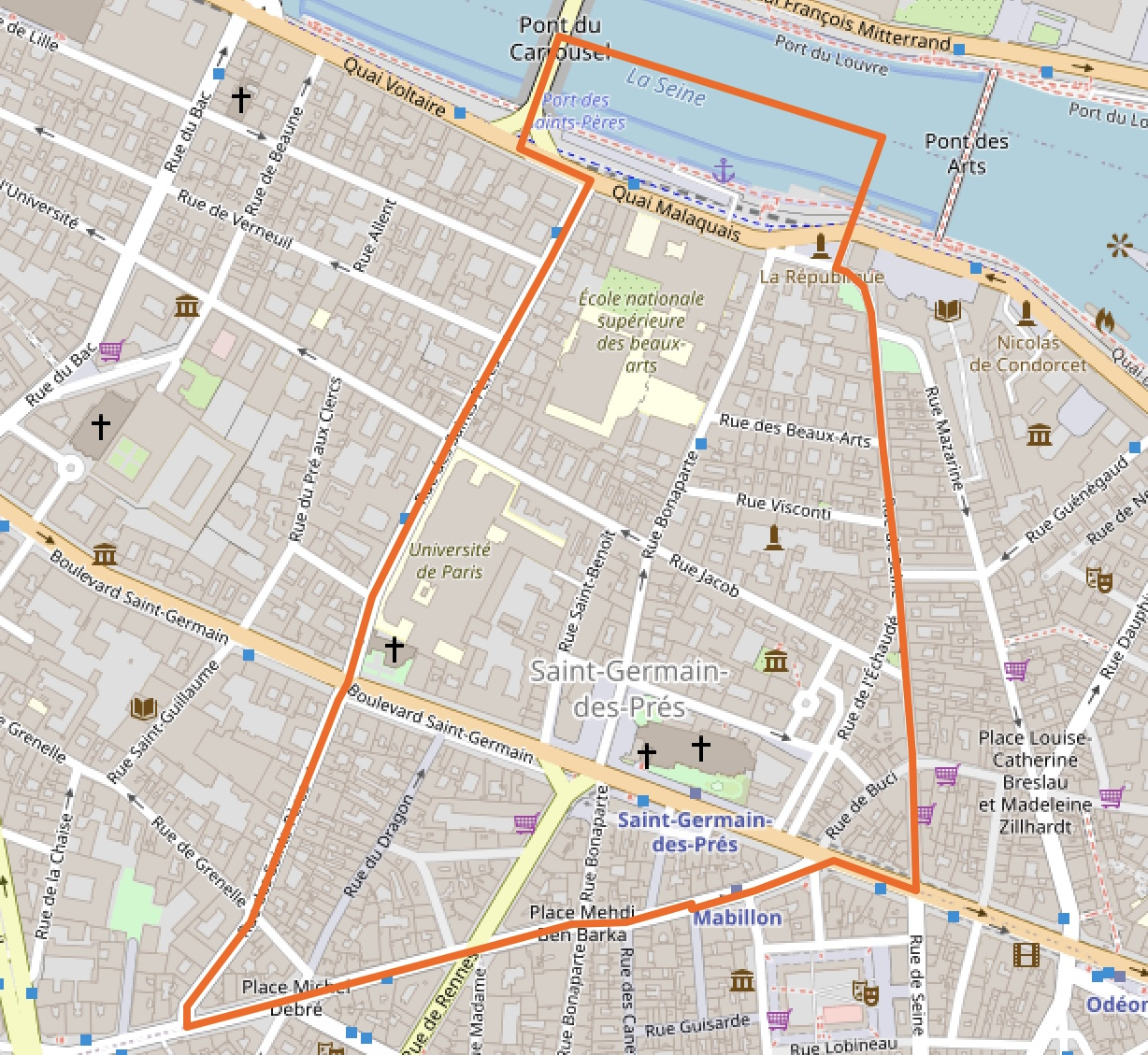
Plan du quartier actuel.

De 1921 à la fin des années 1950 sera présente la librairie Le Divan, du même nom que la revue littéraire qu'elle éditait, et qui était tenue par Henri Martineau, prince des stendhaliens. Elle se trouvait dans le quartier, à l'angle de la rue Bonaparte et de la rue de l'Abbaye. À cette époque, Saint-Germain-des-Prés était un village.
Après la Seconde Guerre mondiale, le quartier de Saint-Germain-des-Prés est devenu un haut lieu de la vie intellectuelle et culturelle parisienne avec notamment la présence de Marguerite Duras (et le Groupe de la rue Saint-Benoit), de Jean-Paul Sartre et de Simone de Beauvoir, de la chanson dite « rive gauche » dont l'un des emblèmes est Juliette Gréco (mais on pourrait aussi citer Léo Ferré...) ou des cinéastes tels que Jean-Luc Godard et François Truffaut, mais aussi des poètes comme Jacques Prévert et des artistes comme Alberto Giacometti, Bernard Quentin et Simone Dat. Cependant les artistes y flânent toujours, appréciant l'ambiance du café Les Deux Magots ou du Café de Flore. À la brasserie Lipp se réunissent les journalistes, les acteurs en vue et les hommes politiques.
Les grandes maisons d'édition (Gallimard, Le Seuil, Grasset) ont leur siège dans le quartier. Philosophes, auteurs, acteurs et musiciens se sont mélangés dans les boîtes de nuit (où la France découvrait le bebop) et les brasseries, où la philosophie existentialiste a coexisté avec le jazz américain, dans les caves de la rue de Rennes, que fréquentaient notamment Boris Vian, Jano Merry et les zazous. Fondée en 1956 rue du Four, la première boîte de nuit de Régine est aussi un endroit en vogue. Le quartier est par ailleurs dans les années 1950 le principal lieu de sociabilité homosexuelle masculine de la capitale.

### Fin duXXe- DébutXXIesiècle: tourisme international et boutiques de luxe
La réputation de Saint-Germain-des-Prés a attiré dès le début des années 1970 un tourisme international qui a progressivement transformé le quartier en favorisant l'implantation de boutiques de luxe et majorant considérablement le prix de l'immobilier. Les universités parisiennes ont ouvert d'autres campus et le prestige intellectuel du Quartier latin voisin a perdu de son lustre. Les bâtiments du XVIIe siècle ont survécu, mais les signes du changement sont évidents. Les magasins de mode, souvent luxueux, remplacent les petites boutiques et les librairies, le cas le plus emblématique étant celui de la librairie La Hune — véritable symbole culturel du quartier depuis 1949 — qui dut quitter son siège historique en 2012 pour laisser la place à l'enseigne de luxe Louis Vuitton. Depuis, seule L'Écume des pages a survécu et de nombreuses grandes maisons d'édition ont déménagé dans d'autres quartiers de la capitale.

## Œuvres liées au quartier

### Littérature
- Robert Lepage, Les Aiguilles et l'Opium, pièce de théâtre dont l'histoire a lieu dans une chambre d'hôtel du quartier La Louisiane[10], chambre 10, 1991 et 2013 (2e adaptation).
- Eve Dessarre, Les Vagabonds autour du Clocher, Pierre Horay "Flore", Paris, 1951. Ce roman, commercialisé avec un bandeau «Le cœur tendre et cruel de Saint-Germain-des-Prés», dépeint les familiers du quartier, artistes de toute sorte, peintre raté, chanteur de cabaret, poète au génie méconnu, enfants de l'après-guerre à la recherche du bonheur. Dans cette image exacte et pathétique, on reconnaît sans peine les habitués des cafés dont notamment Chez Moineau qui se rendront célèbre sous l'appellation d'Internationale lettriste.
- Patrick Straram, Les bouteilles se couchent, éditions Allia, Paris, 2006, fragments retrouvés et présentés par Jean-Marie Apostolidès & Boris Donné, d'un roman jamais publié narrant les dérives fortement alcoolisées de  personnages, la plupart identifiables à certains participants de l'Internationale lettriste, dans les multiples cafés de Saint-Germain-des-Prés.
- Afi Muriel Agbobli, Une Enfance à Saint-Germain-des-Prés, Paris, 2020, éd. Alexandine. Ce roman, qui se déroule dans le quartier, retrace l'enfance d'une petite germanopratine et ses tribulations amoureuses. Les différentes écoles du quartier y sont évoquées : maternelle de la rue Saint-André-des-Arts, école de la rue du Jardinet, lycée Fénélon, lycée Henri-IV.

### Cinéma
- 1949 : Rendez-vous de juillet de Jacques Becker.
- 1950 : Pigalle-Saint-Germain-des-Prés d'André Berthomieu.
- 1950 : Désordre de Jacques Baratier.
- 1951 : La Rose rouge de Marcello Pagliero.
- 1958 : Les Tricheurs de Marcel Carné.
- 1959 : Sur le passage de quelques personnes à travers une assez courte unité de temps de Guy Debord.
- 1960 : À bout de souffle de Jean-Luc Godard.
- 1967 : Le Désordre à vingt ans de Jacques Baratier.
- 1973 : La Maman et la Putain de Jean Eustache[11].
- 1986 : Autour de minuit de Bertrand Tavernier.

### Œuvres musicales et chansons
- En 1950, Léo Ferré enregistre À Saint-Germain-des-Prés, diffusé en 78 tours. Il en enregistre une nouvelle version en 1953 (Chansons de Léo Ferré) et en 1969 (Les Douze Premières Chansons de Léo Ferré). Cette chanson a été interprétée par Henri Salvador (1950), Hélène Martin, Cora Vaucaire, Anne Sofie von Otter (2013)... Dans les années 1950, Ferré écrit en outre et interprète en public la chanson Complainte pour Popaul (mais ne l'enregistrera jamais), où il s'adresse à Jean-Paul Sartre et dresse le bilan du Saint-Germain-des-Prés existentialiste, entré en décadence intellectuelle selon lui. Le texte est inclus dans son premier recueil de poésie, Poète... vos papiers ! (1957).
- En 1960, Guy Béart compose Il n'y a plus d'après… (à Saint-Germain-des-Prés)[12]. Cette chanson fut également interprétée par Juliette Gréco, l'égérie du quartier.
- En 1967, dans la chanson Quartier Latin (parue sur l'album La Marseillaise), Léo Ferré constate non sans tristesse les transformations de ce quartier par rapport à ce qu'il a connu durant ses années étudiantes, dans les années 1930. Cette chanson a été reprise par Annick Cisaruk en 2016.
- En 1979, Michel Sardou enregistre La Main aux fesses (album Verdun), où il nomme le quartier « Saint-Germain-des-Clébards ».
- En 1986, Léo Ferré enregistre Gaby (album On n'est pas sérieux quand on a dix-sept ans), où il s'adresse au tenancier décédé du cabaret L'Arlequin, dans le sous-sol du restaurant La Pergola au métro Mabillon, où il a chanté régulièrement en 1952-1953. Il évoque l'ambiance de la vie nocturne de cette époque.
- En 1991, Dany Brillant a composé une chanson Viens à Saint-Germain sur le style du swing au début de sa carrière, apparaissant dans son premier album C'est ça qui est bon.
- Cette ambiance (mentionnée par Léo Ferré en 1986) a disparu selon le chanteur Alain Souchon qui a écrit une chanson nostalgique à ce sujet, Rive gauche, en 1999.